# Liste der Baudenkmale in Feilding
Die Liste der Baudenkmale in Feilding umfasst alle vom New Zealand Historic Places Trust (NZHPT) als „Historic Place“ oder „Historic Area“ eingestuften Baudenkmale und Flächendenkmale der neuseeländischen Ortschaft Feilding. Die Angaben stammen aus dem Register des NZHPT. Die Bezeichnungen der Baudenkmale orientieren sich an diesem Register. In die Liste werden auch bekannte Wahi Tapu (Area), kulturell und religiös bedeutsame Stätten und Gebiete der Māori, aufgenommen. Sie werden jedoch meist nicht publiziert.

| Bild           | Bezeichnung                   | Ort      | Anschrift                                                | Beschreibung                            | Bauzeit                       | Eintrag                                      | Nummer | Kat. |
| -------------- | ----------------------------- | -------- | -------------------------------------------------------- | --------------------------------------- | ----------------------------- | -------------------------------------------- | ------ | ---- |
| BW             | St John the Evangelist Church | Feilding | Ecke 13 Camden Street und Church Street Karte            | anglikanische Kirche                    | 1881                          | 28. Juni 1990                                | 0189   | 1    |
| weitere Bilder | Feilding Community Centre     | Feilding | 117 Fergusson Street and Stafford Street Karte           | ehemalige kommunale Bildungseinrichtung | 1907                          | 30. Oktober 1998                             | 7437   | 1    |
| weitere Bilder | F.D.L. Building               | Feilding | Bunnythorpe Road Karte                                   | Laborgebäude                            | n.a.                          | 2. Juli 1982                                 | 1186   | 2    |
| weitere Bilder | Carthews Arcade               | Feilding | 1 Manchester Street und Manchester Square Karte          | Ladengeschäft                           | n.a.                          | 2. Juli 1982                                 | 1219   | 2    |
| weitere Bilder | Commercial Building           | Feilding | 3 Manchester Square Karte                                | Bürogebäude                             | n.a.                          | 2. Juli 1982                                 | 1220   | 2    |
| weitere Bilder | Dominion Buildings            | Feilding | 2 Goodbehere Street und Fergusson Street Karte           | Büro- und Geschäftshaus                 | n.a.                          | 2. Juli 1982                                 | 1221   | 2    |
| weitere Bilder | Feilding Hotel                | Feilding | 9 Manchester Square Karte                                | Hotel                                   | 1906                          | 2. Juli 1982                                 | 1222   | 2    |
| weitere Bilder | Feilding Jockey Club (Former) | Feilding | 71 Kimbolton Road Karte                                  | Clubhaus, ehemaliges                    | n.a.                          | 2. Juli 1982                                 | 1223   | 2    |
| weitere Bilder | Fergusson Building            | Feilding | 91 Fergusson Street Karte                                | Büro- und Geschäftsgebäude              | n.a.                          | 2. Juli 1982                                 | 1224   | 2    |
| weitere Bilder | Bank of New Zealand (Former)  | Feilding | 5 MacArthur Street und Goodbehere Street Karte           | Bankfiliale, ehemalige                  | n.a.                          | 2. Juli 1982                                 | 1225   | 2    |
| BW             | Mountfort House               | Feilding | 52 East Street und Derby Street Karte                    | Wohnhaus                                | n.a.                          | 15. Dezember 2011                            | 1226   | 2    |
| weitere Bilder | House                         | Feilding | 15 Beattie Street Karte                                  | Wohnhaus                                | n.a.                          | 2. Juli 1982                                 | 1227   | 2    |
| weitere Bilder | House                         | Feilding | 13 Beattie Street Karte                                  | Wohnhaus                                | n.a.                          | 2. Juli 1982                                 | 1228   | 2    |
| BW             | Mahoe                         | Feilding | 171 South Street und Aorangi Road Karte                  | Wohnhaus                                | n.a.                          | 30. April 2010                               | 1229   | 2    |
| BW             | Masonic Hall                  | Feilding | 21 Kimbolton Road Karte                                  | Freimaurerloge                          | n.a.                          | n.a. (12/2014 nicht mehr in der Datenbank)   | 1230   | 2    |
| weitere Bilder | War Memorial                  | Feilding | Manchester Square Karte                                  | Denkmal für den Ersten Weltkrieg        | n.a.                          | 2. Juli 1982                                 | 1233   | 2    |
| BW             | Pioneer Cottage               | Feilding | 28 Camden Street Karte                                   | Wohnhaus                                | n.a.                          | 2. Juli 1982                                 | 1234   | 2    |
| BW             | Awatea                        | Feilding | 69 Pharazyn Street Karte                                 | Wohnhaus                                | 1893                          | 15. Oktober 2010                             | 2826   | 2    |
| weitere Bilder | Commercial Building           | Feilding | 68 Manchester Street Karte                               | Ladengeschäft                           | n.a.                          | 2. Juli 1982                                 | 2827   | 2    |
| weitere Bilder | Denbigh Hotel                 | Feilding | 50 Manchester Street und Fergusson Street Karte          | Hotel                                   | n.a.                          | 2. Juli 1982                                 | 2828   | 2    |
| weitere Bilder | Rangitikei Club (Former)      | Feilding | 35 Kimbolton Road Karte                                  | Clubhaus                                | n.a.                          | 2. Juli 1982                                 | 2829   | 2    |
| weitere Bilder | Commercial Building           | Feilding | 66 Manchester Street Karte                               | Restaurant                              | 1901 (Aufschrift auf Gebäude) | 2. Juli 1982                                 | 2830   | 2    |
| weitere Bilder | House                         | Feilding | 11 Beattie Street Karte                                  | Wohnhaus                                | n.a.                          | 2. Juli 1982                                 | 2831   | 2    |
| weitere Bilder | House                         | Feilding | 9 Beattie Street Karte                                   | Wohnhaus                                | n.a.                          | 2. Juli 1982                                 | 2832   | 2    |
| weitere Bilder | Commercial Building           | Feilding | 70 Manchester Street Karte                               | Büro- und Geschäftshaus                 | n.a.                          | 2. Juli 1982                                 | 2833   | 2    |
| weitere Bilder | Commercial Building           | Feilding | 72 Manchester Street Karte                               | Büro- und Geschäftshaus                 | n.a.                          | 2. Juli 1982                                 | 2835   | 2    |
| weitere Bilder | Commercial Building           | Feilding | 10, 11, 14 Manchester Street und Manchester Street Karte | Ladengeschäft                           | n.a.                          | 2. Juli 1982                                 | 2836   | 2    |
| BW             | 1904 Building                 | Feilding | 61-69 Kimbolton Road Karte                               | n.a.                                    | n.a.                          | 12/2014 nicht mehr in der Datenbank gelistet | 5490   | 2    |
| BW             | St Josephs Church             | Feilding | Te Hiri Marae, Kakariki Karte                            | Kirche                                  | 1914                          | 23. Juli 1994                                | 7188   | 2    |
| BW             | Sheep Pavilion and Rostrum    | Feilding | Rata Street Karte (ungenau)                              | Gebäude zur Versteigerung von Schafen   | 1923                          | 13. Juni 2003                                | 7515   | 2    |
| weitere Bilder | Feilding Club                 | Feilding | 25 Kimbolton Road Karte                                  | Clubhaus                                | 1897                          | 30. Juni 2006                                | 7667   | 2    |
| BW             | Broxt Cottage                 | Feilding | 185 West Street Karte                                    | Wohnhaus                                | 1874 (nach)                   | 29. September 2006                           | 7682   | 2    |